# Lekkoatletyka na Letnich Igrzyskach Paraolimpijskich 2008 – bieg na 100 metrów mężczyzn kl. T52
Bieg na 100 metrów mężczyzn kl. T52 podczas Letnich Igrzysk Paraolimpijskich 2008 rozegrano w dniu 13 września. W rozgrywkach wzięło udział 7 sportowców z 6 krajów.

## Wyniki

### Finał
Finał został rozegrany 13 września o godzinie 1920.
| Poz. | Zawodnik          | Narodowość        | Tor | Rezultat | Uwagi |
| ---- | ----------------- | ----------------- | --- | -------- | ----- |
| 1    | Dean Bergeron     | Kanada            | 5   | 17,47    | PR    |
| 2    | Beat Bosch        | Szwajcaria        | 1   | 17,51    |       |
| 3    | Andre Beaudoin    | Kanada            | 3   | 17,77    | SB    |
| 4    | Salvador Hernandz | Meksyk            | 7   | 17,89    |       |
| 5    | Marcos Castillo   | Wenezuela         | 6   | 18,23    |       |
| 6    | Peth Rungsri      | Tajlandia         | 2   | 18,87    |       |
| 7    | Josh Roberts      | Stany Zjednoczone | 4   | 19,88    |       |